# Хартия французского языка
Ха́ртия францу́зского языка́ (фр. Charte de la langue française), также именуемая «Закон 101» (фр. Loi 101), — основной языковой закон провинции Квебек (Канада), главной целью которого является защита официального статуса французского языка. Закон радикально изменил лингвистическую ситуацию, сложившуюся в Квебеке к концу 1970-х годов. Закон был предложен министром культурного развития Квебека Камилем Лореном, и окончательно одобрен указом премьера Рене Левека 26 августа 1977 года. Главной долгосрочной целью закона была защита франкоязычного населения Квебека от ассимиляции и поощрение интеграции иммигрантов в культуру франкоканадского большинства провинции.

## Предпосылки
До 1759 года Канада являлась частью Новой Франции и контролировалась французской короной. Всё европейское население (60.000 человек) было франкоязычным. Захват колонии британцами привёл к появлению на территории Канады крупного англоязычного меньшинства, которое постепенно превратилось в большинство и установило в Канаде жёсткий культурно-языковой диктат с узаконенной языковой, расовой и религиозной дискриминацией населения. Французский язык, получивший широкое распространение не только в Восточной Канаде, но и Западной Канаде (особенно в провинции Манитоба), подвергся гонениям со стороны англоязычного большинства, организовавшего против франкоканадцев свой Ку-клукс-клан. Даже в самом Квебеке франкоканадцы, составляющие 75-80 % населения, подвергались различной государственной дискриминации со стороны англо-квебекцев, особенно на бытовом уровне. Фраза «Говорите как белые» выражала характерное отношение к франкоканадцам со стороны англоязычного общества. Большинство иммигрантов, прибывших в Квебек и Монреаль до середины XX века, переходили на английский язык. Количество франкофонов увеличивалось исключительно за счёт их высокого естественного прироста. В Онтарио и других провинциях, где франкоканадцы были к тому же и в меньшинстве, ситуация с соблюдением их прав была ещё хуже, о чём свидетельствуют печально знаменитые: Языковой вопрос в Манитобе, 17-я поправка и т. д.

## Тихая революция
«Тихая революция» конца 1960-х — начала 1970-х изменила ситуацию в Квебеке. Франкофоны постепенно превратились в господствующий политический и экономический класс в своей провинции. Ситуация, когда незнание французского языка поощрялось англоканадцами, ушла в прошлое. В провинции наконец де-факто воцарилось общепризнанное двуязычие, которое было признано де-юре задолго до этого, но игнорировалось англоканадскими элитами. Тем не менее, к началу 1970-х Квебек оставался единственной по-настоящему двуязычной провинцией Канады, во всех остальных французский язык по-прежнему не использовался, несмотря на наличие значительного количества франкофонов в других провинциях (в Нью-Брансуике (Акадия) они составляли около 40 %, в Онтарио порядка 10 % (франко-онтарцы) и т. д.). В июле 1974 года правительство Квебека пошло на ликвидацию институционального двуязычия (билингвизма) на провинциальном уровне и ратифицировало закон об официальном языке (Закон 22 (Квебек)). Собственно хартия, изданная и закреплённая в 1977 году, признала главенство французского языка в Квебеке, понизив статус английского языка. Автохтонные языки провинции, такие как кри и инуктитут, равно как и языковые ситуации в индейских резервациях Квебека, хартии не подчиняются.

## Основные положения Хартии
Хартия состоит из девяти глав. Глава первая провозглашает французский язык единственным государственным языком провинции Квебек на местном уровне, а также признает французский единственным официальным языком в следующих сферах жизни общества: законодательство, юриспруденция, администрация, работа, коммерция, образование и прочие.
- Все вывески, рекламные щиты, названия улиц и дорожные знаки должны быть на французском языке. Английским языком можно пользоваться по желанию, при условии, что размер английских букв не превышает 3/4 от размера французских. Любопытно, что вывески на других языках (в том числе и на русском) можно выставлять без ограничений размера, при условии присутствия параллельного французского текста.

- Рабочим языком в крупных и средних предприятиях Квебека должен быть французский язык.

- Дети франкоканадцев и иммигрантов-аллофонов должны ходить во французские школы.

## Оговорки
В организациях федерального уровня, а также судах, признаётся равенство двух языков: английского и французского.
В бесплатные школы с английским языком обучения принимают лишь тех, у кого по крайней мере один из родителей посещал английскую школу в Квебеке или Канаде. Кроме того, родители могут отдать ребёнка в частную школу с английским языком обучения при условии отсутствия у неё государственного финансирования.

## Протесты
Хартия была с восторгом воспринята франкоязычным большинством Квебека. Англо-квебекцы и другие англофоны, не желающие мириться с подобной ситуацией, начали массово покидать провинцию. Доля англо-квебекцев в населении провинции сократилась с 14,1 % в 1960-х до 8,2 % в 2006 (Перепись населения Канады 2006 года). Параллельно Монреаль утратил свой статус города номер один в Канаде и уступил его Торонто, куда направилась основная масса эмигрантов. До настоящего времени продолжаются судебные разбирательства касательно тех или иных положений хартии.
Часть положений, внесённых в Хартию в 1988 году, была признана противоправной Комитетом по правам человека ООН в 1993 году.